# Diócesis de Pescia
La diócesis de Pescia (en latín: Dioecesis Pisciensis y en italiano: Diocesi di Pescia) es una circunscripción eclesiástica de la Iglesia católica en Italia. Se trata de una diócesis latina, sufragánea de la arquidiócesis de Pisa. Desde el 14 de octubre de 2023 su obispo es Fausto Tardelli.

## Territorio y organización

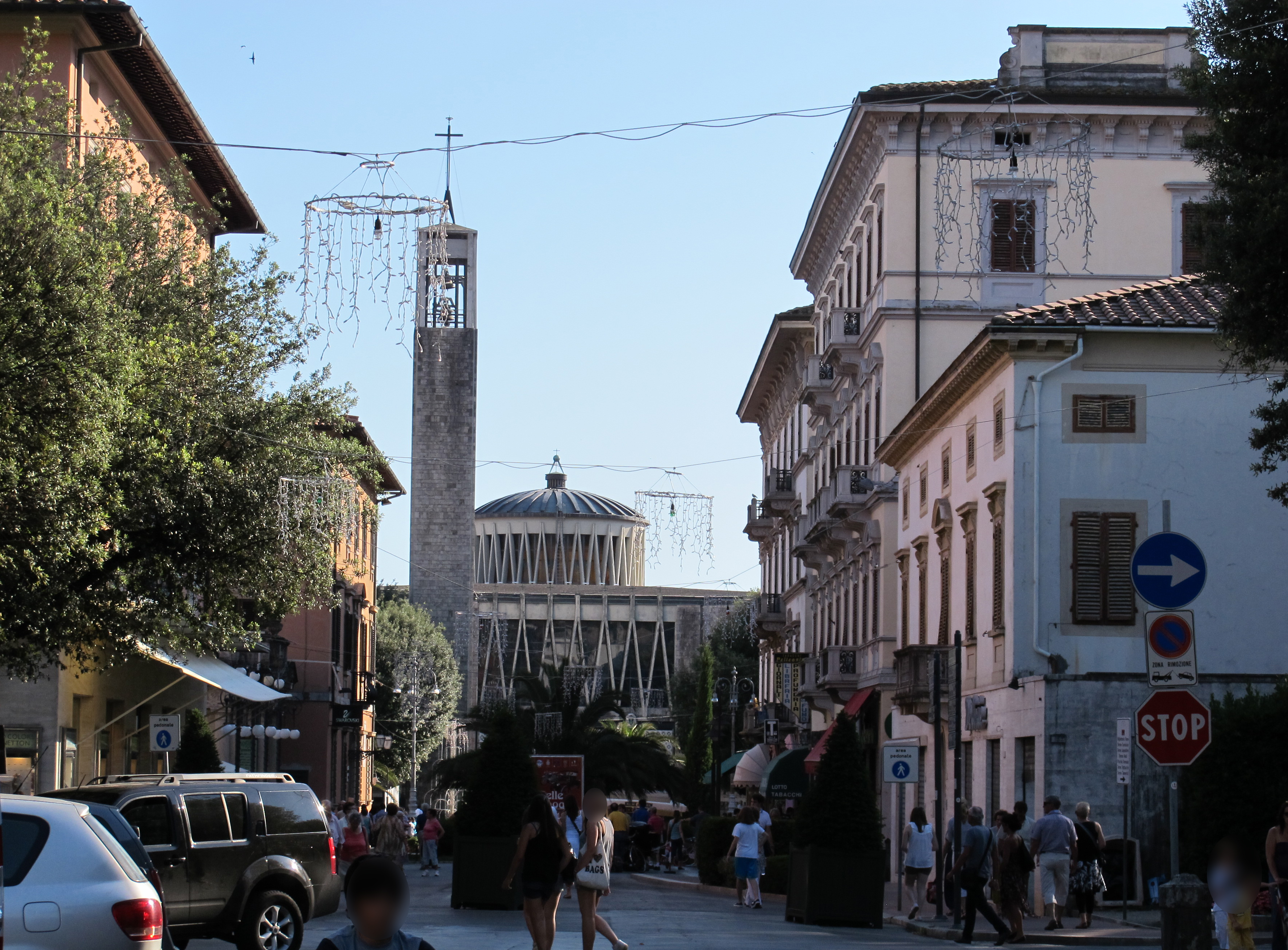
Basílica de Santa María Asunta, en Montecatini Terme

La diócesis tiene 224 km² y extiende su jurisdicción sobre los fieles católicos de rito latino residentes en parte de la región de Toscana, comprendiendo:
- en la provincia de Pistoya las comunas de Pescia (excepto las fracciones de Aramo, Collodi, Fibbialla, Medicina, Pontito, San Quirico, Stiappa, Veneri, que forman parte de la arquidiócesis de Lucca), Uzzano, Chiesina Uzzanese, Buggiano, Ponte Buggianese, Massa e Cozzile, Montecatini Terme, Pieve a Nievole y Monsummano Terme;
- en la provincia de Lucca las comunas de Altopascio (excepto la fracción de Badia Pozzeveri, que forma parte de la arquidiócesis de Lucca) y Montecarlo;
- en la ciudad metropolitana de Florencia la fracción de Massarella de la comuna de Fucecchio.[nota 1]

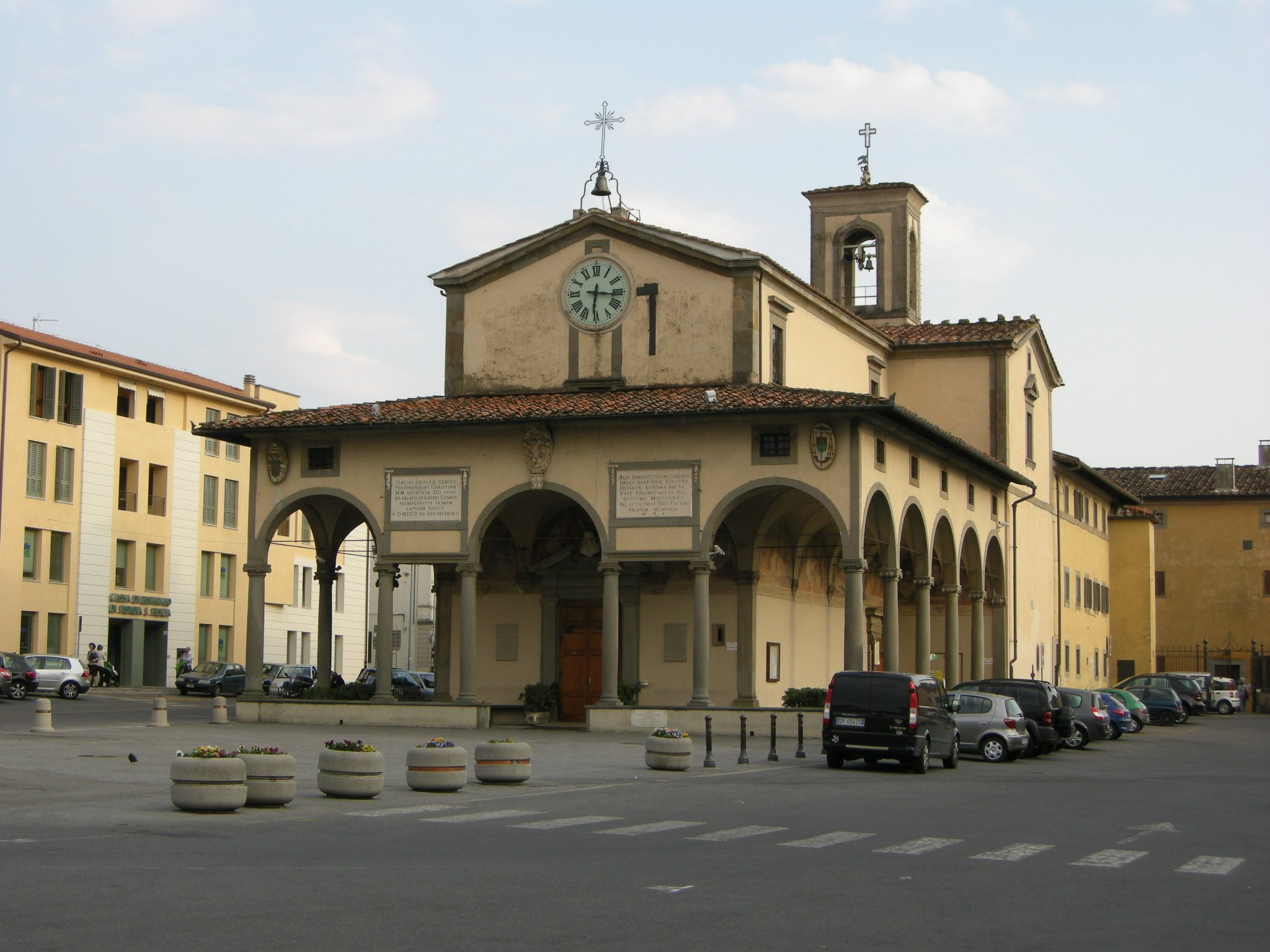
Basílica santuario de Santa María de la Fontenuova, en Monsummano Terme

La sede de la diócesis se encuentra en la ciudad de Pescia, en donde se halla la Catedral de María Santísima Asunta al Cielo y San Juan Bautista. En Montecatini Terme se encuentra la basílica de Santa María Asunta y en Monsummano Terme la basílica santuario de Santa María de la Fontenuova.
En 2023 en la diócesis existían 41 parroquias agrupadas en 4 vicariatos:
- el vicariato de Pescia comprende 16 parroquias de las comunas de Pescia y Uzzano y algunas de la comuna de Buggiano;
- el vicariato de Chiesina Uzzanese comprende 10 parroquias de las comunas de Chiesina Uzzanese, Ponte Buggianese, Montecarlo, Altopascio y una parroquia de la comuna de Fucecchio;
- el vicariato de Montecatini Terme comprende 10 parroquias de las comunas de Montecatini Terme, Massa y Cozzile, Buggiano;
- el vicariato de Monsummano Terme comprende 6 parroquias de las comunas de Monsummano Terme y Pieve a Nievole.

A partir del 20 de noviembre de 2016, mediante un acuerdo entre los obispos de Pescia y de Lucca, las parroquias de las fracciones de Pescia pertenecientes a la arquidiócesis de Lucca, aunque formalmente permanecen parte de esta sede arzobispal, quedan confiadas al cuidado pastoral de la diócesis de Pescia.

## Historia
Según la tradición, la religión cristiana fue introducida en Pescia y Valdinievole por san Paulino, primer obispo de Lucca. En el siglo V, según la tradición, otro obispo de Lucca, san Frediano, fundó una densa red de iglesias parroquiales en toda el área de Lucca, incluidas las iglesias parroquiales de Santa Maria de Pescia, San Pietro alla Nievole (actual Pieve a Nievole), San Tommaso de Arriano (actual Castelvecchio Valleriana, una fracción de montaña de Pescia), San Pietro in Campo (actualmente en la comuna de Montecarlo).
La iglesia parroquial de Pescia fue consagrada en 1062 por el papa y obispo de Lucca Alejandro II, nacido Anselmo da Baggio, que fue su párroco hasta 1057. Durante la Edad Media, gracias a su posición central y a la fácil accesibilidad desde la ciudad de Lucca, además del nacimiento de un floreciente mercado, el Mercato Longo, en las cercanías, la iglesia parroquial de Pescia adquirió cada vez mayor importancia y acabó imponiendo su supremacía sobre las demás iglesias parroquiales de la Valdinievole. Se convirtió en sede de un cabildo y los párrocos eran los principales interlocutores locales del obispo de Lucca.
En el siglo XIV, Pescia y Valdinievole, hasta entonces bajo la jurisdicción civil de Lucca, después de diversas vicisitudes, pasaron bajo el dominio de Florencia, permaneciendo allí hasta la unificación de Italia. Desde el punto de vista eclesiástico, sin embargo, permanecieron bajo Lucca. Esta situación favoreció la separación de estos territorios de la arquidiócesis de Lucca.
El 15 de abril de 1519, mediante la bula Sacri apostolatus del papa León X, florentino de la familia Médici, Pescia fue elevada al rango de prepositura nullius dioecesis, apartada de la jurisdicción eclesiástica de Lucca y hecha inmediatamente sujeta a la Santa Sede. Además de la ciudad y de los condados sujetos a ella, de Pescia dependían la Valdinievole y el valle oriental de Ariana. La bula concedió al preboste del capítulo colegial las funciones de cuasiobispo, con el uso de los ornamentos pontificios, el derecho de visitar todas las parroquias bajo su jurisdicción, el poder de convocar sínodos y de administrar las órdenes menores a los clérigos. Sin embargo, el preboste no podía administrar el sacramento del orden, por lo que los aspirantes a sacerdotes tenían que recurrir a los obispos vecinos para ser consagrados.
Mediante la bula Inter caetera del 23 de septiembre, León X estableció el número de canónigos de la colegiata prepositural y encomendó a los obispos de Pistoya y Forlì y al abad de Vallombrosa la tarea de instalar al primer preboste, Lorenzo de Cecchi. En 1528 obtuvo del papa Clemente VII la confirmación de la erección de la prepositura y la exención de la jurisdicción de Lucca; y en 1534 por el papa Paulo III, la solución de los problemas surgidos entre el preboste y los miembros del capítulo colegial.
En la época postridentina, los prebostes de Pescia se distinguieron por celebrar varios sínodos para la implementación de reformas eclesiásticas en el territorio de Pescia. Se recuerda los sínodos celebrados por Guido de Guidi en 1563, por Stefano de Cecchi en 1606 y 1627, por Benedetto Falconcini en 1694 y por Paolo Antonio Pesenti en 1717.
El 19 de febrero de 1699 Pescia fue elevada al rango de ciudad noble por el gran duque de Toscana Cosme III de Médici. El 17 de marzo de 1727 el papa Benedicto XIII elevó la prepositura al rango de sede episcopal inmediatamente sujeta a la Santa Sede. El primer obispo elegido fue Paolo Antonio Pesenti, ya preboste nullius, quien sin embargo murió antes de su consagración episcopal.
En 1784 el obispo Francesco Vincenti fundó el seminario diocesano en el suprimido convento de Santa Clara.
A finales del siglo XVIII la diócesis se amplió con la incorporación de la parroquia de Massarella, en la comuna de Fucecchio, que formaba parte de la diócesis de Pistoya.
El 1 de agosto de 1856, mediante la bula Ubi primum del papa Pío IX, la diócesis pasó a ser sufragánea de la arquidiócesis de Pisa.
El 28 de junio de 1963, con la carta apostólica Novus veluti, el papa Pablo VI proclamó a la bienaventurada Virgen María de Fontenova como patrona principal de la diócesis.
Desde el 14 de octubre de 2023 está unida in persona episcopi a la diócesis de Pistoya.

## Estadísticas
Según el Anuario Pontificio 2024 la diócesis tenía a fines de 2023 un total de 110 700 fieles bautizados.
| Año                                                                             | Población            | Población | Población      | Sacerdotes | Sacerdotes    | Sacerdotes    | Bautizados por sacerdote | Diáconos permanentes | Religiosos | Religiosos | Parroquias |
| Año                                                                             | Bautizados católicos | Total     | % de católicos | Total      | Clero secular | Clero regular | Bautizados por sacerdote | Diáconos permanentes | Varones    | Mujeres    | Parroquias |
| ------------------------------------------------------------------------------- | -------------------- | --------- | -------------- | ---------- | ------------- | ------------- | ------------------------ | -------------------- | ---------- | ---------- | ---------- |
| 1969                                                                            | 87 742               | 87 854    | 99.9           | 45         |               | 45            | 1949                     |                      | 52         | 232        | 45         |
| 1980                                                                            | 102 500              | 103 400   | 99.1           | 79         | 45            | 34            | 1297                     | 1                    | 36         | 193        | 47         |
| 1990                                                                            | 101 099              | 101 982   | 99.1           | 58         | 45            | 13            | 1743                     | 2                    | 14         | 156        | 41         |
| 1999                                                                            | 103 375              | 106 458   | 97.1           | 75         | 43            | 32            | 1378                     | 1                    | 33         | 112        | 41         |
| 2000                                                                            | 103 800              | 106 874   | 97.1           | 70         | 43            | 27            | 1482                     | 3                    | 28         | 106        | 41         |
| 2001                                                                            | 104 850              | 108 052   | 97.0           | 75         | 48            | 27            | 1398                     | 4                    | 27         | 111        | 41         |
| 2002                                                                            | 106 167              | 108 437   | 97.9           | 70         | 44            | 26            | 1516                     | 5                    | 26         | 104        | 41         |
| 2003                                                                            | 104 925              | 109 426   | 95.9           | 69         | 42            | 27            | 1520                     | 7                    | 27         | 99         | 41         |
| 2004                                                                            | 105 093              | 109 567   | 95.9           | 71         | 42            | 29            | 1480                     | 7                    | 29         | 98         | 41         |
| 2013                                                                            | 113 000              | 121 500   | 93.0           | 72         | 47            | 25            | 1569                     | 8                    | 25         | 61         | 41         |
| 2016                                                                            | 112 600              | 122 200   | 92.1           | 70         | 47            | 23            | 1608                     | 6                    | 23         | 61         | 41         |
| 2019                                                                            | 112 800              | 122 400   | 92.2           | 71         | 48            | 23            | 1588                     | 6                    | 23         | 61         | 41         |
| 2021                                                                            | 111 460              | 120 950   | 92.2           | 71         | 48            | 23            | 1569                     | 6                    | 23         | 61         | 41         |
| 2023                                                                            | 110 700              | 120 200   | 92.1           | 71         | 48            | 23            | 1559                     | 6                    | 23         | 61         | 41         |
| Fuente: Catholic-Hierarchy, que a su vez toma los datos del Anuario Pontificio. |                      |           |                |            |               |               |                          |                      |            |            |            |

## Episcopologio

### Prevostes de Pescia
- Lorenzo de Cecchi † (1519-1541 falleció)
- Giuliano de Cecchi † (1541-1562 falleció)
- Cristiano Pagni † (1562-1562 falleció)
- Guido de Guidi † (1562-1569 falleció)
- Lorenzo Turini † (1569-1600 falleció)
- Bernardo Segni † (1600-1600 falleció)
- Stefano de Cecchi † (1601-1633 falleció)
- Giovanni Ricci † (1634-1646 falleció)
- Giambattista de Cecchi † (1646-1694 falleció)
- Benedetto Falconcini † (1694-15 de diciembre de 1704 nombrado obispo de Arezzo)
- Mancino † (1705-1707 falleció)
- Paolo Antonio Pesenti † (1707-17 de marzo de 1727 nombrado obispo de Pescia)

### Obispos de Pescia
- Paolo Antonio Pesenti † (17 de marzo de 1727-1 de agosto de 1728 falleció) (obispo electo)

- Bartolomeo Pucci † (20 de septiembre de 1728-26 de febrero de 1737 falleció)
- Gaetano Incontri † (5 de mayo de 1738-29 de mayo de 1741 nombrado arzobispo de Florencia)
- Donato Maria Arcangeli † (28 de febrero de 1742-26 de diciembre de 1772 falleció)
- Francesco Vincenti † (14 de junio de 1773-noviembre de 1803 falleció)
- Giulio de' Rossi † (29 de octubre de 1804-2 de febrero de 1833 falleció)
- Giovanni Battista Rossi † (19 de diciembre de 1834-2 de octubre de 1837 nombrado obispo de Pistoya y Prato)
  - Sede vacante (1837-1839)
- Vincenzo Menchi † (23 de diciembre de 1839-30 de enero de 1843 nombrado obispo de Fiesole)
  - Sede vacante (1843-1847)
- Pietro Forti † (12 de abril de 1847-13 de abril de 1854 falleció)
- Giovanni Benini † (28 de septiembre de 1855-27 de abril de 1896 falleció)
- Giulio Matteoli † (22 de junio de 1896-24 de marzo de 1898 nombrado obispo de Livorno)
- Donato Velluti Zati di San Clemente † (24 de marzo de 1899-15 de abril de 1907 renunció[nota 3])
- Giulio Serafini † (15 de abril de 1907-16 de diciembre de 1907 renunció[nota 4])
- Angelo Simonetti † (16 de diciembre de 1907-14 de agosto de 1950 falleció)
- Dino Luigi Romoli, O.P. † (27 de febrero de 1951-24 de junio de 1977 retirado)
- Giovanni Bianchi † (27 de junio de 1977-18 de diciembre de 1993 retirado)
- Giovanni De Vivo † (18 de diciembre de 1993-20 de septiembre de 2015 falleció)
- Roberto Filippini (25 de noviembre de 2015-14 de octubre de 2023 retirado)
- Fausto Tardelli, desde el 14 de octubre de 2023